# أحمد مال الله (لاعب كرة قدم مواليد 1991)
أحمد مال الله (مواليد 9 نوفمبر 1991)، لاعب كرة قدم إماراتي يجيد اللعب في الهجوم في نادي مجد.

## مسيرة اللاعب
لعب سابقاً مع أندية الجزيرة واتحاد كلباء ودبا الفجيرة و بني ياس وعجمان و الإمارات و حتا و العروبة و الفجيرة و نادي يونايتد ونادي مجد.

## روابط خارجية
- أحمد مال الله على موقع Soccerway.com (الإنجليزية)